# Fullerton, Pennsylvania
Fullerton är en ort i Lehigh County i delstaten Pennsylvania, USA.